# Neutralité de marché
Neutre au marché est le caractère d'une stratégie d'investissement ou d'un portefeuille qui tentent d'éviter d'être exposé à une forme de risque de marché, par exemple par une couverture du risque.
Pour évaluer la neutralité au marché, il est d'abord nécessaire de spécifier le risque que l'on cherche à éviter. Par exemple, l'arbitrage d'obligations convertibles tente de couvrir la totalité des fluctuations de prix de l'action sous-jacente.
Un portefeuille est véritablement neutre au marché s'il fait preuve d'une corrélation de zéro avec les sources de risque non souhaité. La neutralité au marché est un idéal qui est rarement atteignable à 100 % dans la pratique. Un portefeuille qui semble neutre au marché à première vue peut par la suite faire preuve d'une corrélation inattendue lorsque les conditions du marché changent. Ce risque est ce que l'on appelle le risque de base.